# Namibia Premier Football League
Die Namibia Premier Football League (NPFL), selten auch Namibia Football Premier League, ist seit 2021 die höchste Spielklasse im namibischen Fußball. Sie wurde nach langen Streitigkeiten und Suspendierung der Namibia Premier League (NPL) direkt vom Dachverband Namibia Football Association gegründet.
Die erste Saison der NFPL hat als Übergangsliga am 17. April begonnen und sollte bis zum 31. Juli 2021 stattfinden. Sie wurde am 1. Juni d. J. vorerst eingestellt und im Verlauf nicht wieder aufgenommen.
Seit der Saison 2022/23 tritt das namibische Unternehmen Debmarine als Hauptsponsor auf und die Liga trägt folglich den Namen Debmarine Namibian Premiership.

## Bisherige Vereine und Heimatorte in der NPFL
| Saisonjahre  | Verein              | Ort         |
| ------------ | ------------------- | ----------- |
| seit 2021    | African Stars       | Windhoek    |
| 2021–2022/23 | Black Africa        | Windhoek    |
| 2024/25      | Blue Boys           | Swakopmund  |
| seit 2021    | Blue Waters FC      | Walvis Bay  |
| 2021–2022/23 | Citizens FC         | Windhoek    |
| seit 2021    | Civics FC           | Windhoek    |
| seit 2023/24 | Eeshoke Chula Chula | Eeshoke     |
| 2024/25      | Cuca Tops           | Rundu       |
| 2021–2022/23 | Eleven Arrows       | Walvis Bay  |
| seit 2021    | Julinho Sporting    | Rundu       |
| seit 2023/24 | Khomas Nampol       | Windhoek    |
| seit 2024/25 | KK Palace           | Ondangwa    |
| 2021–2023/24 | Life Fighters FC    | Otjiwarongo |
| seit 2021    | Mighty Gunners      | Otjiwarongo |
| seit 2022/23 | Okahandja United    | Okahandja   |
| 2021–2023/24 | Orlando Pirates     | Windhoek    |
| seit 2021    | Tigers              | Windhoek    |
| seit 2021    | Tura Magic          | Windhoek    |
| seit 2021    | UNAM FC             | Windhoek    |
| seit 2021    | Young African       | Gobabis     |
| 2021–2024/25 | Young Brazilians    | Karasburg   |
| 2023/24      | Young Warriors      | Okakarara   |

| Windhoek African Stars Black Africa Citizens Civics Nampol Orlando Pirates Tigers Tura Magic UNAM |

| Okahandja Okahandja United |

| Otjiwarongo Life Fighters Mighty Gunners |

| Walvis Bay Blue Waters Eleven Arrows |

| Gobabis Young African |

| Karasburg Young Brazilians |

| Okakarara Young Warriors |

| Rundu Cuca Tops Julinho Sporting |

| Eeshoke Eeshoko |

| Ondangwa KK Palace |

| Swakopmund Blue Boys |